# Hell Unltd
Hell Unltd, a volte scritto per esteso Hell Unlimited ("Inferno illimitato"), è un cortometraggio del 1936 diretto da Norman McLaren ed Helen Biggar, all'epoca studenti presso la Glasgow School of Art e membri del Glasgow Kino Group, un gruppo di cineamatori di orientamento comunista.
Il cortometraggio fu distribuito da Kino Films Limited, un importante distributore di film sperimentali e socialisti nel Regno Unito degli anni Trenta, e ottenne un buon successo, contribuendo alla successiva carriera cinematografica di Norman McLaren, il cui talento fu notato dall'affermato regista John Grierson. Dopo la seconda guerra mondiale, tuttavia, Hell Unltd è stato ampiamente dimenticato, a differenza dei cortometraggi successivamente prodotti da MecLaren in Canada.

## Trama
to all who are taxed just now to pay for the future murder of millions of men, women, and children,

and especially to those who sit back and say, ‘We can do nothing about it.’»
a tutti coloro che sono tassati proprio in questo momento per pagare il futuro assassinio di milioni di uomini, donne e bambini,

e soprattutto a coloro che si appoggiano allo schienale e dicono "Non possiamo farci niente".»
(Dedica del film)
Il cortometraggio, fortemente antimilitarista e anticapitalista (la polemica contro il capitalismo è insita già nel titolo: Hell Unltd contiene un gioco di parole sull'abbreviazione commerciale ltd, che ha lo scopo di associare il commercio con l'inferno, hell, rappresentato dalla guerra), esprime una veemente protesta contro la corsa agli armamenti che si stava verificando negli anni Trenta in tutta Europa, discostandosi dal mainstream del pensiero politico britannico e della cinematografia scozzese dell'epoca: critica la rivendicazione del governo britannico di aver ridotto la spesa per gli armamenti, rievoca gli orrori della prima guerra mondiale e invita gli spettatori ad opporsi alla guerra con ogni mezzo. Inoltre, sono presenti alcuni elementi tipicamente riconducibili alla cultura scozzese, in particolare l'accento sul valore della comunità e l'apertura al socialismo, che all'epoca era marginalizzato nel resto del Regno Unito.

## Analisi
Da un punto di vista cinematografico si tratta di un cortometraggio fortemente sperimentale, che unisce diversi stili e tecniche. Le sequenze animate, ottenute sia con disegni a mano sia per mezzo della tecnica stop-motion, cercano di compensare l'assenza del suono col loro dinamismo; i diagrammi, in particolare, servono a mostrare i costi dell'industria delle armi, e alcune metafore visive, come la rappresentazione di una scacchiera in cui i civili sono i pedoni mentre i capitalisti e le armi sono i pezzi più potenti, rafforzano il messaggio del film. Al tempo stesso le sequenze in live action raffiguranti brutali scene di violenza, spesso messe a contrasto colla gioia dei capitalisti venditori di armi, hanno l'obiettivo di radicare nella realtà questo messaggio. Il montaggio prende a modello la tecnica cinematografica di Ėjzenštejn (la cinematografia sovietica influenzò fortemente i film del Glasgow Kino Group), che usava la giustapposizione di sequenze diverse per creare nuovi significati ed era un convinto sostenitore del grande impatto politico insito nel genere del cortometraggio.
Pur presentando sequenze di indubbia efficacia, Hell Unltd contiene alcune imperfezioni formali: spesso il passaggio tra le diverse scene risulta brusco e poco coerente e la frequente inserzione di titoli scritti tende a rallentare il corso della narrazione. Lo stesso McLaren in un'intervista del 1977 riconobbe alcuni limiti del cortometraggio, dovuti a un'eccessiva esuberanza giovanile: